# Juan Familia-Castillo
Juan Carlos Familia Bridgewater (Ámsterdam, 13 de enero de 2000), conocido como Juan Familia-Castillo, es un futbolista neerlandés-dominicano que juega en la demarcación de lateral izquierdo para el RKC Waalwijk de la Eredivisie y para la selección absoluta de República Dominicana.

## Trayectoria
Nacido en Ámsterdam, Países Bajos, es de ascendencia dominicana. Comenzó a jugar fútbol organizado con el AVV Zeeburgia antes de unirse a la Academia Juvenil del Ajax a los nueve años. Se formó en las filas del Ajax, atrayendo el interés del Manchester United cuando tenía 14 años, antes de aceptar una beca con los rivales del United en la Premier League, el Chelsea, en 2016.
En su primera temporada, Castillo ayudó al Chelsea sub-18 a ganar la Liga de Desarrollo Profesional y fue miembro del equipo ganador de la FA Youth Cup. Repitió ese doblete en 2017-18, además de jugar regularmente en la campaña 2017-18 en la Liga Juvenil de la UEFA. Fue ascendido al equipo sub-23 produciéndose su debut en agosto de 2017. 
Castillo regresó al Ajax cedido el 30 de agosto de 2019 y fue inscrito en el filial, el Jong Ajax. El acuerdo incluía una opción de compra. Se consolidó rápidamente en el once inicial, y para cuando la temporada se interrumpió debido a la pandemia de COVID-19, con el Jong Ajax en cuarta posición de la tabla, había sido titular en 23 de sus 29 partidos de liga y había dado seis asistencias. El Ajax optó por no fichar a Castillo de forma permanente, por lo que regresó a su club de origen.
El 6 de octubre de 2020, Castillo se unió al club AZ Alkmaar de la Eredivisie para el resto de la temporada 2020-21. Debido a su falta de minutos de juego en el AZ, su préstamo finalizó el 11 de enero de 2021. Ese mismo día, Castillo se unió a otro club de la Eredivisie, el ADO La Haya, para el resto de la temporada 2020-21.
Castillo firmó una extensión de contrato por un año con el Chelsea y, el 6 de julio de 2021, llegó cedido al Birmingham City, club de la EFL Championship, para la temporada 2021-22. Castillo debutó como suplente en la segunda parte de la victoria por 1-0 contra el Sheffield United en el partido inaugural de la temporada. El 21 de enero de 2022, Castillo se unió al Charlton Athletic en calidad de préstamo para el resto de la temporada 2021-22. Luego de regresar al filial del Chelsea para la siguiente temporada, el 16 de junio de 2023 se anunció que Castillo dejaría el club cuando su contrato expirara a finales de junio.
El 4 de junio de 2024, Castillo se unió al equipo RKC Waalwijk de la Eredivisie con un contrato de dos años con opción a un año más.

## Selección
A pesar de haber nacido en los Países Bajos, Castillo juega en la selección de fútbol de la República Dominicana, por la cual califica por descendencia.

### Selecciones inferiores
Fue un habitual en las selecciones juveniles de los Países Bajos en sus categorías inferiores desde la sub-15 hasta la sub-20. Castillo debutó internacionalmente cuando fue titular con la selección sub-15 en un empate 2–2 contra Bélgica el 11 de noviembre de 2014. Disputó ocho partidos en ese nivel. En la temporada 2015–16 jugó 11 de los 14 partidos de la selección sub-16, sin participar en los amistosos de marzo de 2016. Fue capitán por primera vez en una derrota 1–0 contra Francia sub-16 en octubre de 2015, y anotó un gol de penalti en una derrota 2–1 contra Estados Unidos sub-17 en un torneo de diciembre.
A nivel de la sub-17, Castillo anotó en los tres partidos que disputó con la selección neerlandesa – , todos ellos victorias – , en la ronda clasificatoria del Campeonato Europeo Sub-17 de 2017. Formó parte de la plantilla que disputó la fase final del campeonato en Croacia, jugando en los cuatro partidos que disputó el equipo neerlandés, que finalizó segundo en su grupo y fue eliminado en cuartos de final por Alemania sub-17. Anotó tres goles en diez partidos disputados con la selección sub-17 neerlandesa, y disputó cinco partidos con la selección sub-18, anotando dos goles, uno contra Bélgica y otro contra Italia.
A nivel de la sub-19, anotó tres goles en nueve partidos, de los cuales seis encuentros y dos goles, anotados frente a Gales y Eslovenia, correspondieron a las rondas clasificatorias y élite del Campeonato Europeo Sub-19 de la UEFA. Sin embargo, una derrota tardía contra España en el último partido clasificatorio impidió que su equipo accediera al torneo final. En 2019 disputó seis partidos sin goles con el equipo beloftenelftal – sub-20 de los Países Bajos.

#### Participaciones internacionales
| Competición             | Sede    | Resultado        | Partidos | Goles | Asist. |
| ----------------------- | ------- | ---------------- | -------- | ----- | ------ |
| Eurocopa Sub-17 de 2017 | Croacia | Cuartos de final | 4        | 0     | 1      |

### Selección absoluta
Debutó con la selección absoluta de República Dominicana el 22 de marzo de 2025, en un partido amistoso frente a Puerto Rico.

## Clubes
| Club                 | País         | Año       |
| -------------------- | ------------ | --------- |
| Chelsea Sub-23       | Inglaterra   | 2017-2019 |
| Jong Ajax            | Países Bajos | 2019-2020 |
| AZ Alkmaar           | Países Bajos | 2020      |
| ADO La Haya          | Países Bajos | 2021      |
| Birmingham City FC   | Inglaterra   | 2021      |
| Charlton Athletic FC | Inglaterra   | 2022      |
| Chelsea Sub-23       | Inglaterra   | 2022-2023 |
| RKC Waalwijk         | Países Bajos | 2024-     |